# L'Asiathèque
L’Asiathèque Maison des Langues du Monde est une maison d'édition française initialement spécialisée dans les langues et civilisations d'Asie.

## Histoire
L'entreprise a été créé au début des années 1970 par Christiane et Alain Thiollier, en tant que librairie orientaliste au 6 rue Christine, ouverte aux voyageurs aux étudiants ou aux chercheurs.
La librairie publie en 1973 les Actes du XXIXe Congrès international des orientalistes tenu cette année-là à Paris et commence une activité d'édition.
À partir de 1985 à 1993, les éditions se développent sous l'impulsion d'Isabelle Delloye et des fondateurs, qui renoncent à la librairie en 1993 lors du départ à la retraite de Christian Pourquier, ancien directeur de la Librairie française de Téhéran.
Un partenariat se développe avec l'Institut national des langues et civilisations orientales (INALCO) dans le domaine de la didactique et de l'enseignement des langues, notamment asiatiques (chinois, japonais, mongol, hébreu, arabe, coréen, turc, bengali, birman), mais aussi d'Europe centrale et orientale, Amérique latine, Afrique (russe, hongrois, grec moderne, judéo-espagnol, tachelhit, quechua, wolof...) élargissant ainsi le champ couvert à toutes les régions couvertes par l'INALCO.
Les premiers ouvrages publiés sont le Manuel d’indonésien de Pierre Labrousse, les Exercices structuraux d’indonésien, le Dictionnaire français-indonésien de Farida Soemargono et la Méthode de thaï de Gilles Delouche.

- Persan par les mots et les textes, de Brigitte Simon-Hamidi et Monireh Kianvach-Kechavarzi, 2002
- Les murs ont des oreilles, dictionnaire thématique des proverbes et expressions courantes du persan, de Brigitte Simon-Hamidi et Monireh Kianvach-Kechavarzi, 2013
- Nicolas Tournadre, Sangda Dorje, Manuel de tibétain standard
- Marie-Christine Varol, Manuel de judéo-espagnol
- Stéphane Corcuff, Une tablette aux ancêtres, 2015
- Chi Ta-wei, Membrane, 2015

Collection multimédia (projet « Apprendre les langues nationales des pays candidats à l’entrée dans l’Union européenne » (ALPCU) initié en 2002),
- Elena Baranová, Vlasta Křecková, Diana Lemay, Patrice Pognan, Découvrir et pratiquer le slovaque, 2007
- Tzvetilena Krasteva, Yonka Tchoukanova, Marie Vrinat-Nikolov, Découvrir et pratiquer le bulgare, 2007
- Antonia Bernard, Pauline Fournier, Saša Horvat, Marko Jesenšek (sl), Découvrir et pratiquer le slovène,2007